# НПС-3

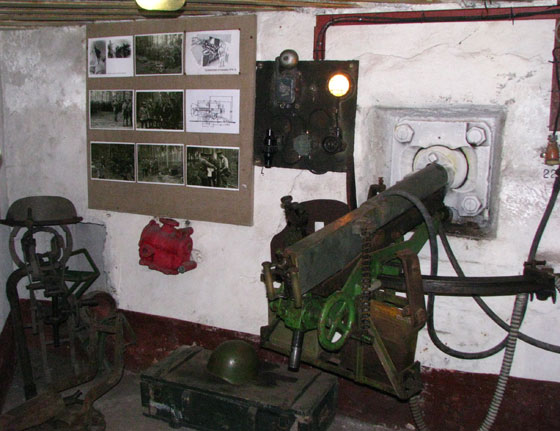
Пулемёт Максима на станке НПС-3

Казематная пулемётная установка НПС-3 образца 1939 года — советская пулемётная установка 1940-х годов, предназначенная для вооружения долговременных оборонительных сооружений укреплённых районов.

## История
Разработана в ленинградском ОКБ-43 Наркомата вооружения (впоследствии включено в состав ЦКБ-34).

## Описание
Установка представляет собой 7,62-мм пулемёт системы «Максим», установленный на казематном станке образца 1939 года, с бронезащитой, водяным охлаждением и оптическим прицелом КТ-2.